# Профоя
Профоя — героиня древнегреческой мифологии, амазонка, убитая Гераклом во время сражения. 
Геракл и его товарищи прибыли в Темискиру, чтобы добыть пояс царицы Ипполиты, но вскоре между амазонками и героями произошло сражение (по некоторым мифам из-за козней Геры, которая настроила амазонок против греков). Среди воительниц Профоя считалась непобедимой, поскольку она одолела в бою семерых противников, вызванных её на бой. Была убита в битве Гераклом третьей среди амазонок, которые сражались против него.